# Буковачки салаш
Буковачки салаш је салашко село које се налази југозападно од града Сомбора, ширењем града према Великом бачком каналу и преко њега, Буковац је данас градско приградско насеље града Сомбора, у Западнобачком округу.

## Историја
Насеље је основано 1728. године од стране српских граничара. Од оснивања до данас, становништво насеља је готово у потпуности било састављено од српске националности. Под именом Буковац (Вуковац - Vukovacz), некадашња пустара први пут је забележен почетком последње деценије 17. века, као фискална (коморска) пустара, са десет форинти годишњег прихода. Никола Вукићевић у својој позној историји града, писаној почетком 20. века, наводи да се својевремено (вероватно за време турске управе) атар Буковца простирао све до Гајске шуме, односно насеља Врањеш, Бокченовићи и Апатин. Презиме Утка Буковчанина, забележено у списку становника привредне коморе у сомбору 1728. године, сведочи о некадашњем становништву буковачке пустаре.

### буковачка водица
До краја двадесетих година 20. века у Буковцу није постојала капела, али је постојала буковачка „водица“, са бунаром и крстом. Данас се на буковачкој водици налазе дрвени камени крст и капела Светог Илије, стари и нови бунар, надстрешница постављена на шест дрвених стубова и дрвени звоник.

## Географија
Налази се између Великог бачког канала на југу, реке Мостонге на северу, железничке пруге Сомбор — Буковац — Пригревица на југу, Сомборске војне касарне на западу и насеље Чичови, на југоистоку.
Буковачки салаш се деле на: Центар Буковац, Ковачићи, Лазићи, Зечеви, Јањатовићи, Каралићи и Дедићи. Сваки од ових делова насеља (осим Центра Буковац) се састоји од неколико салаша, а име носи по првој породици која је подигла фарму у том крају. Центар Буковца је централни део насеља и налази се поред локалног пута дужине 3,5 километара.

## Становништво
Први попис власника (имања салаша и стоке) у атару буковца сачињен је 1747. године, када је овде забележено 27 српских граничара из Сомбора. Године 1759 насеље Буковац је бројало 28 кућа. Буковачки салаши су 1978. године бројали 192 куће, од чега 5 у Ковачићима, 11 у Лазићима, 5 у Зечевима, 4 у Јањатовићима, 7 у Каралићима и 160 у центру Буковца. Део насеља познатог као Дедићи које је у то време је био ненасељео.
Становништво буковачких салаша 1978. години, чинило је 46 породица са презименом Миjић, 12 са презименом Лазић, 2 са презименом Ковачић, 10 са презименом Дедић, 6 са презименом Чонић, 2 са презименом Јањатовић, 1 са презименом Луткић и 13 са презименом Каралић.